# Bois de Charmontel
Le bois de Charmontel est une forêt située sur le territoire de la commune vaudoise de Vully-les-Lacs, en Suisse

## Histoire
Le lieu est occupé depuis le Hallstatt, période de laquelle date plusieurs tumulus. Propriété du château d'Avenches pendant le Moyen Âge, elle passe entre les mains bernoises en 1536 lorsque toute la région devient le bailliage d'Avenches et est alors exploitées pour le bois d'affouage par les fermiers locaux et les meuniers du Mont-Vully. En 1789, la forêt devient propriété du canton de Vaud. Son côté nord est alors dédié à la plantation de chêne.